# Westergellersen
Westergellersen é um município da Alemanha localizado no distrito de Lüneburg, estado da Baixa Saxônia.
Pertence ao Samtgemeinde de Gellersen.